# 언니네 산지직송2
《언니네 산지직송2》은 2025년 4월 13일부터 7월 6일까지 방영중인 여행 전문 예능 프로그램이다.

## 출연진
- 염정아
- 박준면
- 임지연
- 이재욱